# فاطمه برناوی
فاطمه برناوی (عربی: فاطمة محمد برناوي؛ زاده ۱۹۳۹ – درگذشته ۳ نوامبر ۲۰۲۲) یک مبارز فلسطینی آفریقایی‌تبار بود.

## زندگی‌نامه
فاطمه برناوی در سال ۱۹۳۹ در قدس متولد شد.
او اشغالگری اسراییل را وقتی که نه ساله بود تجربه کرد.
او و مادرش به همراه سایر اعضای خانواده‌اش از اورشلیم به یک اردوگاه پناهندگی در نزدیکی امان نقل مکان کردند.
فاطمه به عنوان یک پرستار در شرکت نفت عربستان سعودی آرامکو کار کرد.
اما او به دلیل اینکه سیاه‌پوست بود و علی‌رغم اینکه تابعیت فلسطینی داشت به او اجازه تزریق آمپول به بیماران را نمی‌دادند.

## فعالیت‌ها
فاطمه یکی از چهار زنی است که در آغاز به جنبش مقاومت پیوست که در شروع یک جنبش و مقاومت سیاسی بشمار می‌رفت وآن سه زن دیگر لیلا خالد و عائشه عوده و رسمیه عوده نام داشتند.
فاطمه در اوایل ۱۹۶۰ وارد مقاومت فلسطین شد؛ که از اهمیت بسزایی برخوردار است؛ زیرا که این زمان؛ یک دوره زمانی مهمی در آرمان فلسطین بشمار می‌رود.
فاطمه اولین زن فلسطینی است که عملیات شبه نظامی را در اسرائیل سازماندهی کرد.

## دستگیری
فاطمه در اکتبر سال ۱۹۶۷ تلاش کرد که یک سینما را منفجر کند اما بمب منفجر نشد و او توسط سربازان اسرائیلی دستگیر شد و ده سال در زندان بسر برد و بعد از آزادی به جنبش فتح برگشت.
در ۲۸ مه ۲۰۱۵ محمود عباس، رئیس تشکیلات خودگردان فلسطین، از برناوی «بخاطر نقش پیشگامانش در مبارزه» قدردانی کرد.